# مركز دار الصباغ لأبحاث ودراسات المغتربين
مركز دار الصباغ لأبحاث ودراسات المغتربين هو مركز أبحاث فلسطيني، يقع في دار الصباغ بشارع النجمة بمدينة بيت لحم في الضفة الغربية.

## الوصف
يعتبر  مبنى دار الصباغ في شارع النجمة أحد القصور والمباني القديمة في بيت لحم، وعمره يتجاوز الـ 150 عاماً وتبلغ مساحة البيت حوالي 500 متر مربع.

## التاريخ
تأسست دار الصباغ قبل 150 عام، ويعود ملكها لعائلة الصباغ التي هاجرت من بيت لحم عام 1938 وأصبحت تشكل جزءا من المجتمعات الفلسطينية المغتربة في العالم في دولة التشيلي.

## الترميم
- تم ترميم المبنى من خلال منحة مقدمة من الوكالة السويدية للتنمية الدولية (سيدا) من خلال منظمة الأمم المتحدة للتربية والعلوم والثقافة (اليونسكو)  لتصبح مرجعاً لتاريخ مدينة بيت لحم.
- عند زيارة أفراد من عائلة الصباغ لمدينة بيت لحم، اتخذوا قرارا بترميم بيت أجدادهم الذي يتحلى بالجمال والأصالة.[6]

## الهدف من تأسيس مركزا الدراسات وأبحاث المغتربين
- تم تحويله إلى مبنى يستفيد منه المجتمع المحلي ومجتمع المغتربين، ربط الأجيال الشابة والمغتربين في خارج فلسطين وتوعيتهم بوطنهم.

- كمركز للدراسات والأبحاث الخاصة للمغتربين من مدينة بيت لحم، وتوثيقها بالشكل الصحيح.

- القيام بالأنشطة والفعاليات المختلفة لتسويق المدينة على المستوى المحلي والدولي.

- مشاريع التوعية المجتمعية، وإقامة الدراسات والأبحاث، والدورات التي من شأنها رفع قدرات المجتمع المحلي بما يتعلق بتأهيل وترميم المباني القديمة وفقا للمعايير العالمية.[7]